# ロールス・ロイス・シルヴァーセラフ

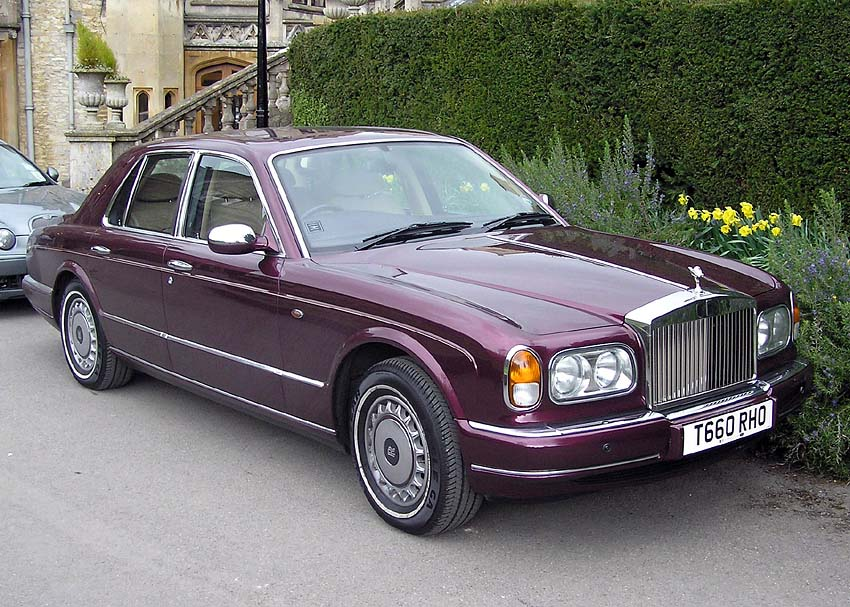
ロールス・ロイス・シルヴァーセラフ

シルヴァーセラフ（Silver Seraph ）は、イギリスの自動車メーカーであるロールス・ロイスが製造・販売していた高級車である。シルヴァーは銀、セラフは熾天使の意。

## 概要
1998年から2003年まで販売され、同じプラットフォームからの派生車としてロングタイプ（リムジン）の他に、多数のバリエーションが存在した。
2002年まではエンジンはBMWが製造し供給、フォルクスワーゲンがロールス・ロイスの生産・販売を行ない、従来の販売網が継続された。問題となっていた商標権は、販売期間中BMWからフォルクスワーゲンに貸し出され、同年末にはフォルクスワーゲンは従来までのロールス・ロイスのラインナップの製造・販売を中止しシルバーセラフの製造・販売も終了したが、その後もベントレーはフォルクスワーゲン傘下で継続し製造・販売した。

## モデル別解説

### シルヴァーセラフ

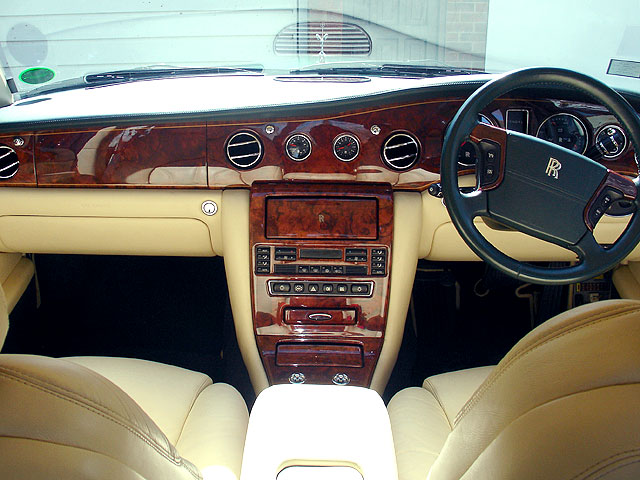
内装

1998年5月に、従来のロールス・ロイス・シルヴァードーンとロールス・ロイス・シルヴァースパーに代わり、発売された。ハンドスプレーとロボット塗装でラッカー仕上げされた外装は角がとれて曲面になり、ロールス伝統のエレガントで流麗なスタイルに改められた。伝統の威風堂々のパルテノングリルを備え全長は約110mm、車幅は約40mm、全高も約30mm広がり大型化した。Cd値は0.38と従来に比べると空力面も進化した新ボディとなっている。CADによる設計で、従来の英国車特有の柔らかい車体剛性は約65%も向上し、前後重量配分も50:50となった。ボンネット、ドア、トランクが従来のアルミニウム製からスチール製に変更されたが、車重は約160kg程軽量化に成功している。前モデルまでは、車体は社外のコーチワークで全てハンドメイド製造されていたが、自社の英国クルー工場で全体の約5%程度をロボット製造工程とした。
機関については、合併吸収劇のはるか以前に既にBMW援助の元で「P3000」のコードネームで新型機シルヴァーセラフ開発中の1994年12月には、BMW製V型12気筒エンジン供給の合意が成立しており、ついにV型8気筒ロールス自社製のOHVエンジンは姿を消して、新しいエンジンが搭載された。5,390ccのV型12気筒SOHC24バルブを縦置きFRで搭載し、最高出力は326PS/5,000rpm、最大トルク50.2kgm/3,900rpmで、ZF製5速コラムATの組み合わせで、0-100km/hは7.0秒で加速し、最高速度は225km/hに達する。サスペンションは前後ダブルウイッシュボーン/コイルの組み合わせに電子制御可変ダンパー車高自動調整仕様でスタビライザー付き。従来の車重に対してフェード気味の弱いブレーキも強化され、ABS付きの油圧式サーボを備えた4輪ベンチレーテッドディスクとなり強化された。電子制御トラクションコントロールもブレーキやアクアプレーニング現象まで対応した仕様が装備された。タイヤも235/65で7J16インチの純正アルミ付き。ステアリングはラック・アンド・ピニオン方式で従来の曖昧でおおらかなフィールが改善されて現代化されクイックになり、従来型の後席重視と比べて、装備品も含めて車両全体的に運転者向けに振った要素が数多く出ている。これは英国本国で世代交代により、オーナードライバーが増えている事情等に対応した仕様となっている。トランク容量は約24リットル程積載容量が拡大し374リットルとなっている。またロールス・ロイスは伝統的にエンジン性能を公表して来なかったが、本モデルはドイツ資本のBMW製エンジンということもあって、その伝統を破ってエンジン性能を初めて公表している。
ベントレー・アルナージはシルヴァーセラフの兄弟車である。エンジンは当初、BMW製V型8気筒エンジンをコスワースがツインターボ化した物が搭載されていたが、後にV型8気筒OHVターボエンジンに変更された。アルナージにはクーペモデルのブルックランズ、オープンカータイプのアズールが存在する。
内装は本木目（ウォールナットの周辺にさらに極細木目を埋め込んだテクスチャー）のロールス伝統のインパネを持ち、最新のコンピューター工作機械の採用で、従来は配置が難しい曲面部分にも本木目が付くようになった。エアバッグ内蔵本革ステアリングのセンターパッド両脇にも本木目が配され、ドアの開閉に連動して、乗降しやすいように自動でチルト可動する。各種スイッチやメーターリング、エアコンルーバー等に上質のクロームメッキが施され、高級感を醸し出している。シートは伝統のコノリーレザーで前席背面にはピクニックテーブルを格納装備。Cピラー内側の左右には伝統の鏡も装備される。一方で、前席左右独立式のオートエアコン（操作スイッチ類はBMWと共用）やカップホルダーを初採用。これだけの外寸ながら前、後席ともに比較的タイトで高貴な品格ある室内構成となっている。サンルーフはオプションで装着車は約15%程度。
全長5,390mm×全幅1,930mm×全高1,515mm、ホイールベース3,115mm、車両重量2,300kg。
マイナーチェンジでインパネ中央に純正DVDナビが装着され、フロントのウインカーがクリア化された。他小変更され、ドアミラーがメッキからカラード仕様も存在する。
2002年にフォルクスワーゲン傘下での製造・販売中止。ロールスのこれまでのフルモデルチェンジされた各モデルは1世代あたり約20年近く長期に渡り、改良されながら製造・販売されて来たが、このシルヴァーセラフは、上記の時代背景の中、わずか5年と短命で終焉を迎えた。1998～2003年間の製造販売数は不明（車両本体価格3,180万円）。2003年に後継車としてBMW傘下による新世代のロールス・ロイス・ファントムが登場した。ベントレー・アルナージは2009年に後継車ベントレー・ミュルザンヌが登場するまでフォルクスワーゲン傘下で製造・販売され続けた。